# بوتري إندونيسيا 2024
بوتري إندونيسيا 2024 (بالإندونيسية: Puteri Indonesia 2024)‏ هي مسابقة النسخة السابعة والعشرون من مسابقة ملكة جمال إندونيسيا أقيمت يوم 8 مارس 2024 في قاعة الاجتماعات بمركز مؤتمرات جاكرتا في العاصمة جاكرتا، إندونيسيا. توجت فرحانة ناريسواري من غرب جاوة خليفتها، هاراشتا هيفا زهرة من غرب جاوة، في نهاية الحدث. هذه هي المرة الأولى التي تفوز فيها مقاطعة بألقاب متتالية في تاريخ المسابقة.
بوتيري إندونيسيا لينغكونغان 2023 ياسينتا أوريليا من جاوة الشرقية، بوتري إندونيسيا باريويساتا 2023 لولو زهراني من لامبونج، والوصيفة الثالثة ديندا نور سافيرا من يوجياكارتا إس آر، كما توجت صوفي كيرانا من يوجياكارتا إس آر، وبيرماتا جوليستريد من بالي، وميلاتي تيدجا من جاوة الشرقية بدور بوتيري إندونيسيا لينغكونغان 2024، بوتيري إندونيسيا باري ويساتا 2024، وبوتري إندونيسيا بنديديكان وكيبوداياان 2024 على التوالي.

## النتائج

### المراكز النهائية
| النتائج النهائية                                                    | المتنافسة |
| ------------------------------------------------------------------- | --- |
| بوتري إندونيسيا (ملكة جمال إندونيسيا)                               | - جاوة الغربية - هارستا هيفاء زهراء |
| بوتري إندونيسيا لينكونان (ملكة جمال إندونيسيا العالمية)             | - يوغياكارتا - ديندا نور سفيرا |
| بوتري إندونيسيا باريويزاتا (ملكة جمال إندونيسيا سوبرناشونال)        | - بالي - كيتوت بيرماتا جوليستريد ساري |
| بوتري إندونيسيا بنديديكان وكيبودايان (ملكة جمال سحر إندونيسيا 2024) | - جاوة الشرقية - ميلاتي تيدجا |
| أفضل 6                                                              | - منطقة العاصمة الخاصة الأولى - غنى ريحانة تاج الدين - بنتن - لاتيسا صفا مورا |
| أفضل 16                                                             | - آتشيه - سوسي أنيسا ماواردي - سومطرة الشمالية - نبقة أنيسة سلسبيلا باساريبو § - بانجكا بيليتونج - جوان أنجلينا - جامبي - ميريكال سيتومبول - جاكرتا - لاريسا أميليندا سوريانا - نوسا تنقارا الشرقية - فيرونيكا غابرييلا مارجريت أسادوما - كاليمانتان الغربية - شيندي فالنسيا - جنوب سولاويزي - تشيلسي بياتريكس بوتري رايمل - مالوكو - نوفيتا إيفردينا بيرماتاساري باتيبيلوهي § - بابوا الغربية - أنيسا بانافاج سلسبيلا دابيدوكو ثسيا |